# Huracán Lenny

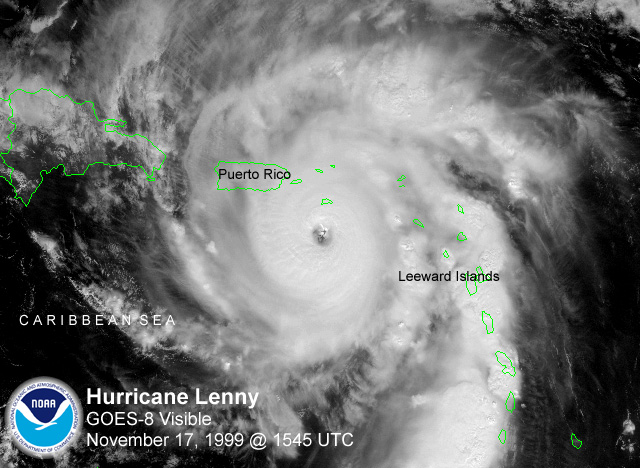
El huracán Lenny al sur de Saint Croix

El huracán Lenny es el cuarto huracán Atlántico de noviembre más fuerte. Fue la duodécima tormenta tropical y el quinto huracán de categoría 4 de la temporada de huracanes en el Atlántico de 1999. Llegó a la categoría de huracán el 15 de noviembre cuando se hallaba al sur de Jamaica, pasando por la isla La Española y Puerto Rico en los días sucesivos. Lenny se formó el 13 de noviembre en el mar Caribe occidental y mantuvo un recorrido sin precedentes de oeste a este. Se intensificó en el noreste del Caribe llegando a la intensidad de huracán categoría 4 el 17 de noviembre a vientos de 250 km/h aproximadamente a 34 km de Saint Croix en la Islas Vírgenes de los Estados Unidos. Fue perdiendo intensidad al pasar por las Islas Leeward, disipándose finalmente el 23 de noviembre sobre el océano Atlántico.
- Datos: Q26304
- Multimedia: Hurricane Lenny / Q26304